# 忽阑
忽阑（蒙古语“黄羊”之意），又称忽阑·把阿秃儿，《元史·宗室世系表》作忽阑·八都儿，合不勒汗的第五个儿子，成吉思汗的叔祖父。
忽阑是合不勒的庶子，《史集》称合不勒有七个儿子，列举了合不勒六个儿子的名字，但没有忽阑之名。忽阑的儿子是也客扯连。他是巴歹、启昔礼两人的那颜，他们向铁木真通报了王罕父子密谋。